# 자유학교물꼬
자유학교 물꼬는 충청북도 영동군 상촌면에 위치한 대안학교이다.

## 역사
- 1989년 12월 '열린글 나눔삶터'를 시작으로 방과후활동을 진행
- 1994년 첫 계절자유학교
- 1997년 도시공동체 실험
- 2004년 상설학교 운영
- 2022년 170회 계절 자유학교 진행[2]

## 학교 이념
자유학교물꼬의 홈페이지는 다음과 같이 학교 이념을 설명하고 있다. "스스로를 살려 섬기고 나누는 소박한 삶, 그리고 저 광활한 우주로 솟구쳐 오르는 나!"

## 교육 철학
자유학교 물꼬의 교육철학은 다음과 같이 알려져 있다.
"진리에 이르는 길이 꼭 학교라는 제도 울타리에서만 가능한가를 묻고, 사람 노릇하는 것이 궁극적으로 교육의 목표라고 할 때 그것 역시 학교 밖에서도 이룰 수 있지 않을까 조심스럽게 주장합니다.
오랫동안 천착해왔던 생태라거나 공동체라거나 무상교육 같은 무거운 담론에 이제는 거리를 좀 두고 뿌리내린 모든 삶의 수고로움에 찬사를 보내며, 이곳에서 나날을 살아가는 일 그 자체가 결과이고 이곳을 통해 사람들을 만나는 일 그 자체가 성과라 여깁니다.
농산물 가공을 업으로 삼고 있지는 않으나 산골에 나고 자란 것과 그것으로 만든 몇 가지 물건으로 돈을 사기도 하고, 강연과 글쓰기를 비롯한 여러 가지 교육관련 일로 살림을 보태고 있습니다.
새끼일꾼이라 부르는 중고생 자원봉사활동가들과 품앗이라 부르는 자원봉사활동가,그리고 논두렁이라고 하는 후원회원들의 도움으로 꾸려집니다."

## 같이 보기
- 서머힐 스쿨
- 간디고등학교
- 산청간디학교
- 파주자유학교
- 성지중고등학교
- 대안학교
- 대안교육